# Adolf van Schaumburg-Lippe

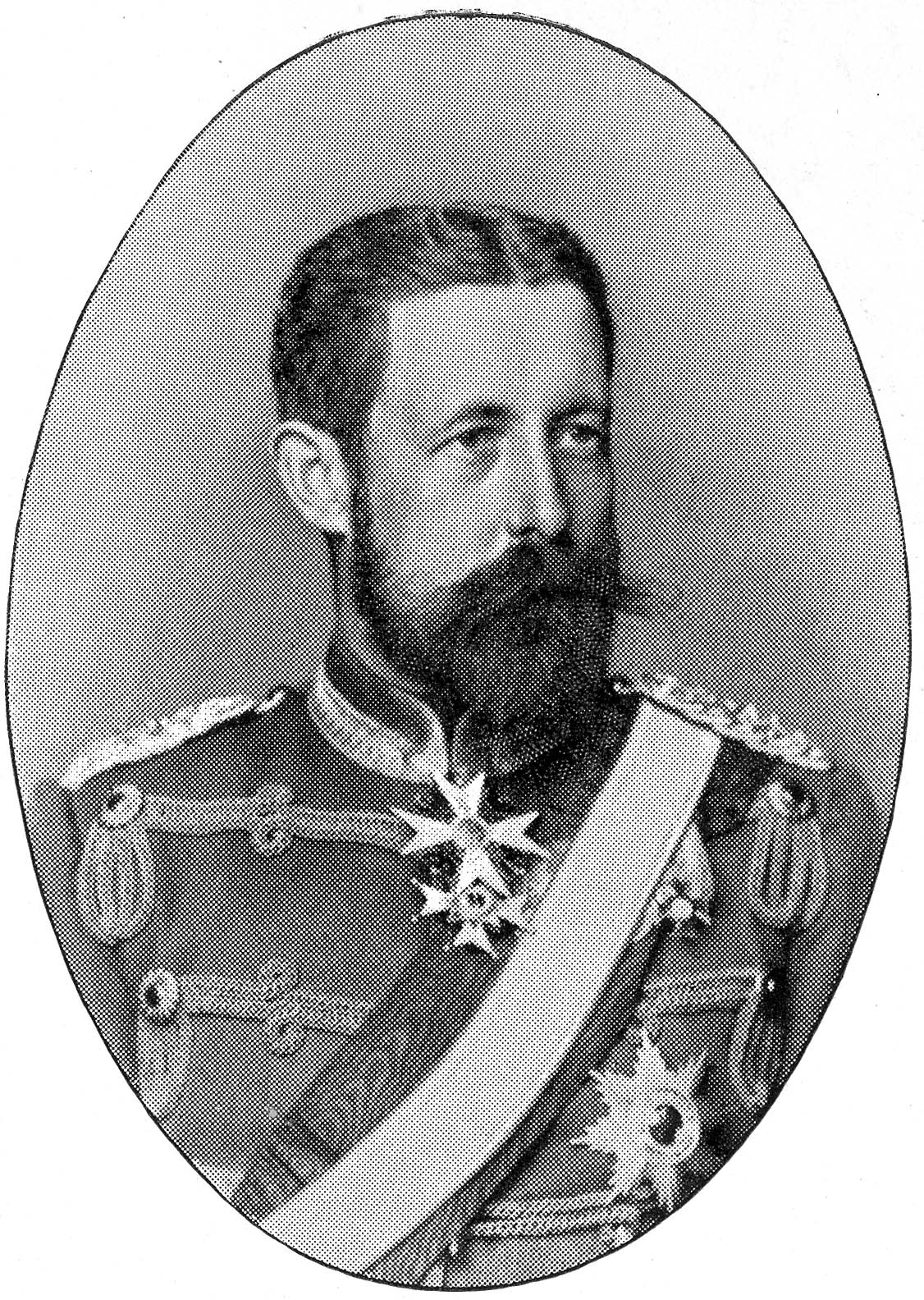
Prins Adolf van Schaumburg-Lippe

Adolf Willem Victor van Schaumburg-Lippe (Bückeburg, 20 juli 1859 — Bonn, 9 juli 1916) was een Duitse prins uit het huis Schaumburg-Lippe.
Adolf was de vierde zoon van Adolf I George van Schaumburg-Lippe en diens nicht Hermine van Waldeck-Pyrmont, de jongste dochter van vorst George II van Waldeck-Pyrmont en Emma van Anhalt-Bernburg-Schaumburg-Hoym en een tante van de Nederlandse koningin Emma.
Op 19 november 1890 trouwde hij met Victoria van Pruisen, een dochter van de Duitse keizer Frederik III en Victoria van Saksen-Coburg en Gotha, een kleindochter dus van de Britse koningin Victoria en een zuster van de Duitse keizer Wilhelm II. Het paar vestigde zich in Paleis Schaumburg te Bonn. 
Na de dood van de kinderloze vorst Woldemar van Lippe in 1895, werd Adolf regent voor diens broer, de geesteszieke Alexander van Lippe. Dit had Woldemar bij testament bepaald. De rechten op de troon van Lippe werden evenwel aangevochten, door de twee grafelijke linies te weten Huis Lippe-Biesterfeld en Huis Lippe-Weißenfeld. De Duitse keizer was op de hand van zijn zwager, de Lippische landdag besloot een en ander over te laten aan een bemiddelingsraad. Deze deed - onder voorzitterschap van Albert van Saksen - in 1897 uitspraak, namelijk dat graaf Ernst van Lippe-Biesterfeld, de grootvader van de latere Nederlandse prins-gemaal Bernhard, de wettelijke opvolger was. Graaf Ernst trad op 17 juli 1897 triomfantelijk zijn vorstendom binnen. Prins Adolf trok zich hierop terug in Bonn. 
Zijn huwelijk met Victoria van Pruisen bleef kinderloos. 